# Краснов, Николай Николаевич (младший)
Николай Николаевич Краснов (1918—1959) — казачий атаман, подъесаул, русский эмигрант, член рода Красновых.

## Биография
Родился в 1918 году в Москве в семье полковника Генерального штаба, казака станицы Урюпинской — Краснова Н. Н. (1886—1948).
В 1919 году вывезен родителями в Королевство СХС. Окончил югославское юнкерское училище, служил в Югославской королевской армии в чине подпоручика. Состоял членом югославской организации «Збор».
После нападения фашистской Германии на Югославию принимал участие в боях с немцами, попал в плен. После освобождения из плена вступил в немецкую армию и добился направления на Восточный фронт. Воевал в составе дивизии вермахта «Бранденбург».
При организации Русского охранного корпуса на Балканах вступает в его ряды. Был ранен, за отличия по службе несколько раз награждён. Осенью 1943 года был переведен в Казачий Стан — в штаб походного атамана Т. И. Доманова. После окончания войны, в числе офицеров Казачьего стана был выдан в СССР вместе с отцом и дядей — генерал-майором С. Н. Красновым (начальник штаба Главного Управления казачьих войск имперского министерства оккупированных восточных территорий Третьего рейха, казнён в 1947 году в Москве).
После десяти лет пребывания в советских лагерях в 1955 году освобождается как иностранный подданный. После освобождения Николай Краснов выехал к своей кузине в Швецию. Ему не удаётся перебраться к матери в США и со своей женой — Лилией Фёдоровной Вербицкой — он поселился в Аргентине. Избирался атаманом казачьей станицы, носившей имя П. Н. Краснова. Принимал активное участие в жизни русской колонии в Буэнос-Айресе. Основатель Русского театра в Буэнос-Айресе и Общества друзей Русского театра, выступал на сцене как актёр.
Автор книги «Незабывамое» (написание воспоминаний стало для Николая Краснова выполнением обещания, данного любимому родственнику — П. Н. Краснову — во время их последнего свидания в Лефортовской тюрьме осенью 1945 года). В конце 1950-х — начале 1960-х годов книга «Незабываемое» была переиздана на английском языке под названием «Скрытая Россия».
На русском языке, переиздано в 2017 году московским издательством «Тотенбург».
Умер 22 ноября 1959 года на сцене во время спектакля Островского «На бойком месте». Похоронен на кладбище в Сан-Мартине.
Жена — Краснова (урожденная Вербицкая) Лилия Фёдоровна.